# Адольф Димша
Адольф Димша (пол. Adolf Dymsza; 7 квітня 1900 — 20 серпня 1975) — польський естрадний режисер і комедійний актор. Народився у Варшаві, помер в Ґурі Кальварії під Варшавою.

## Життєпис
Батьки актора — робітники, батько Адольфа носив таке ж ім'я і працював на залізниці. Справжнє ім'я актора — Адольф Багінський. Закінчив Торгову школу Вавельберга, згодом працював у канцелярії нотаріуса.

### Початок кар'єри
1918 року вперше виступає у театрі ім. Стасіча, до 1921 року виступає в Міському театрі Ґродно. Згодом Адольф грає в епізодичних ролях в кіно, працює розпорядником танців, навчає бальним танцям у варшавській школі.
Перша серйозна роль — у лютому 1921 року у відомому театрі «Qui Pro Quo», в якому Адольф виступатиме з 1925 до 1931 року (до закриття театру).

### Співпраця з Тувімом
Сцени для актора писав Юліан Тувім, з яким Адольф потоваришував і підтримував зв'язки до смерті поета. Саме Тувім побачив хист Адольфа до ролей із стилем чистого абсурду, після чого написав для нього роль дивака Теофіля Вінегрета. Герой мав дебелу чорну бороду і грізно дивився на глядача з-під широких брів, виголошуючи гротескні монологи.
Після закриття «Qui Pro Quo» Адольф грає у труппах-наступниках: «Банді» (1931—1933), а також на сцені Малого театру (після їх тимчасового об'єднання). 1934 року Адольф грав у театрі «Рекс» у величезному будинку Панорами на вулиці Каровій. Рік разом зі своїм колективом, виступав у Сосоновці, Каліші, Львові, Перемишлі, Радомі, Тарніві, Плоцьку і Ряшеві. Виступав у «Варшавському цирульнику», де зіграв одну з найяскравіших ролей — в «Кар'єрі Альфи і Омеги» авторства Мар'яна Гемара. 1937—1939 — грає на сцені малого «Qui Pro Quo» у кав'ярні на вулиці Мазовецькій.
Димша отримав славу актора із великим комічним потенціалом. Його сильна статура і хороша координація рухів допомагали акторові виконувати акробатичні трюки, що додавали комізму його ролям.

### Друга світова війна
Під час війни 1940 року Адольф відмовляється підтримати САПС (Союзу артистів польських сцен) щодо заборони виступів у «відкритих театрах», які були підконтрольні фашистським військам. Адольф у 1940—1944 роках виступав у «Комедії», «Блакитному метелику», «Новинах», «Масках», «Яру» і «Мініатюрі».

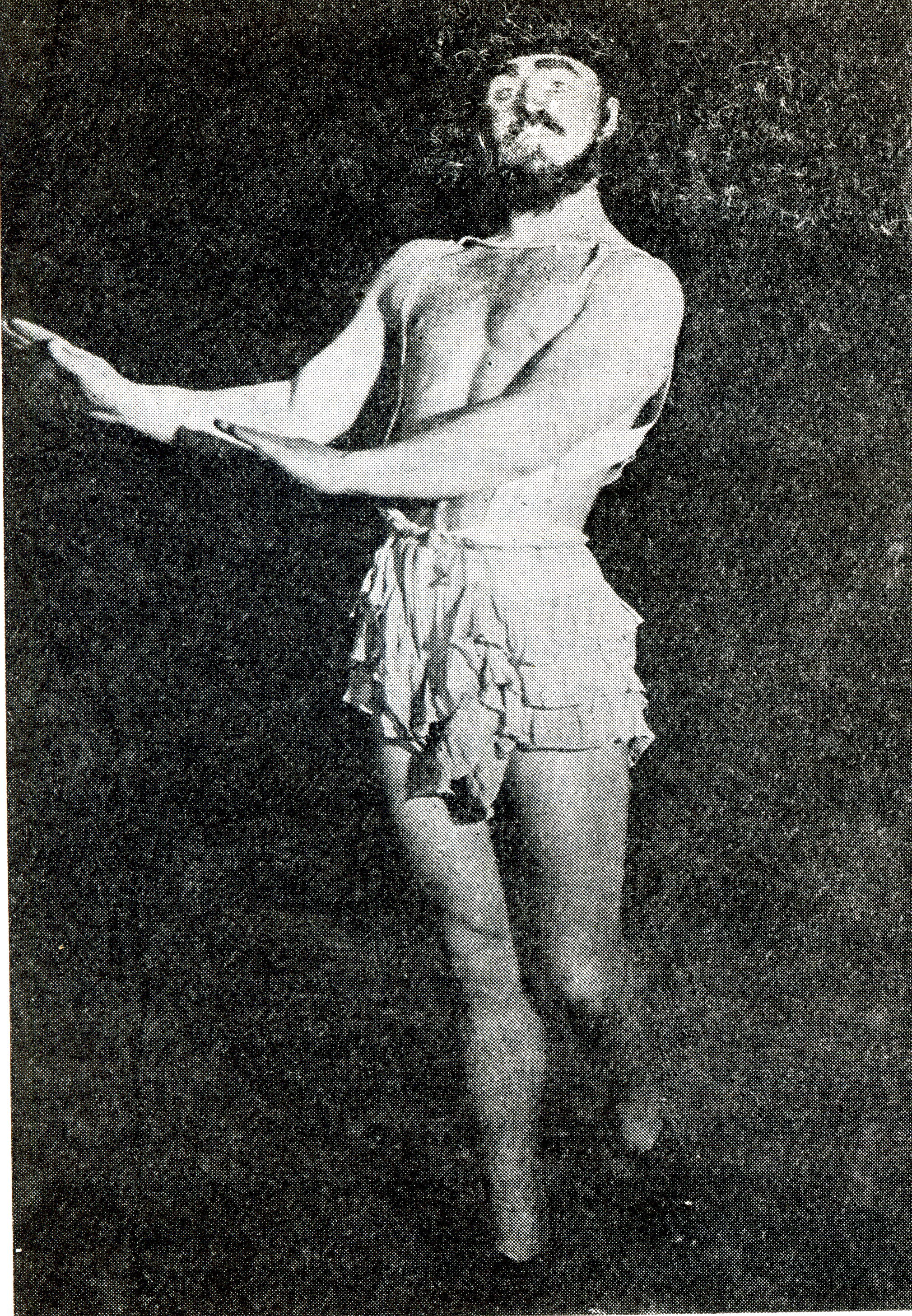
Адольф під час виступу

За подібне ставлення до окупантів у липні 1944 року підпільна «Річ Посполита Польща» винесла догану артистам (серед них був Димша) «за підтримку дружніх стосунків з німцями, а також за те, що успішно долали небажання поляків відвідувати видовища, організовані німецькою пропагандою, погодившись ставити своє прізвище у назвах багатьох рев'ю, використовуючи свою довоєнну популярність». Після цього з 1945 року Димші було заборонено виступати до 1946-го, а на сценах польської столиці — до 1951 року.

### Кінокар'єра
Адольф мав успіх і в кіно, до війни він зіграв 28 ролей у кінострічках. Після закінчення війни — у восьми фільмах: «Скарб» (1949), «Справа для залагодження» (1953). Був також популярним співаком.

## Фільмографія

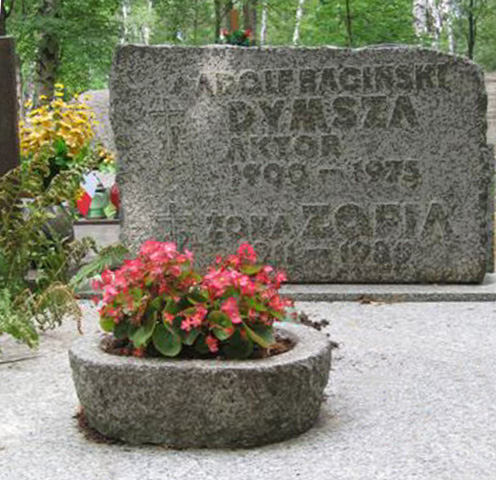
Монумент на честь Димші

- 1924 — Любов крізь вогонь і кров / Miłość przez ogień i krew
- 1926 — Червоний паяц / Czerwony błazen
- 1929 — Поліцмейстер Таге / Policmajster Tagiejew
- 1930 — Штабс-капітан Губанов / Sztabskapitan Gubaniew
- 1930 — Корислива любов / Niebezpieczny romans
- 1930 — Вітер з моря / Wiatr od morza
- 1930 — Мораль пані Дульської / Moralność Pani Dulskiej
- 1930 — Янко-музикант / Janko Muzykant
- 1932 — Улани, улани … / Ułani, ułani, chłopcy malowani
- 1932 — Сто метрів любові / Sto metrów miłości
- 1933 — Ромео і Юльця / Romeo i Julcia
- 1933 — Прокурор Аліція Горн / Prokurator Alicja Horn
- 1933 — Дванадцять стільців / Dvanáct křesel / Dwanaście krzeseł
- 1933 — Кожному можна любити / Każdemu wolno kochać
- 1934 — Парад резервістів / Parada rezerwistów
- 1935 — Азбука любові / ABC miłości
- 1935 — Вацусь / Wacuś
- 1935 — Антек-поліцмейстер / Antek Policmajster
- 1936 — додека на фронті / Dodek na froncie
- 1936 — Болек і Лелек / Bolek i Lolek
- 1936 — 30 каратів щастя / 30 karatów szczęścia
- 1937 — Недотепа / Niedorajda
- 1938 — Павло і Гавел / Paweł i Gaweł
- 1938 — Роберт і Бертран / Robert i Bertrand
- 1939 — Спортсмен мимоволі / Sportowiec mimo woli
- 1948 — Скарб / Skarb
- Монумент на честь Димші1953 — Справа, яку треба залагодити / Sprawa do załatwienia
- 1955 — Ірена, додому! / Irena do domu!
- 1956 — Незвичайна кар'єра / Nikodem Dyzma
- 1959 — Кафе «Мінога» / Cafe pod Minogą
- 1962 — Мій старина / Mój stary
- 1967 — Арена
- 1969 — Сіль чорної землі / Sól ziemi czarnej
- 1970 — Пан додека / Pan Dodek

## Останні роки
У приватному і театральному житті Адольфа зазвичай називали «Додек». Останні роки він провів у немічному стані у будинку для літніх людей. Написав книгу спогадів «Дим з цигарки».

## Сім'я
- Донька Аніта Багінська-Димшувна, акторка (померла 1999 року).